# Ortiz (municipalité)
Pour les articles homonymes, voir Ortiz.
Ortiz est l'une des quinze municipalités de l'État de Guárico au Venezuela. Son chef-lieu est Ortiz. En 2011, la population s'élève à 23 755 habitants.

## Géographie

### Subdivisions
La municipalité est divisée en quatre paroisses civiles avec, chacune à sa tête, une capitale (entre parenthèses) :
- Ortiz (Ortiz) ;
- San Francisco de Tiznados (San Francisco de Tiznados) ;
- San José de Tiznados (San José de Tiznados) ;
- San Lorenzo de Tiznados (La Unión de Canuto).